# آیتور ژیسمرا
آیتور ژیسمرا (انگلیسی: Aitor Gismera؛ زادهٔ ۲۱ فوریهٔ ۲۰۰۴) بازیکن فوتبال اهل اسپانیا است که در حال حاضر برای باشگاه فوتبال اتلتیکو مادرید بازی می‌کند. 
وی همچنین در تیم‌های ملی فوتبال زیر ۱۵ سال اسپانیا، زیر ۱۶ سال اسپانیا، و زیر ۱۹ سال اسپانیا بازی کرده است.